# Commission scolaire des Monts-et-Marées
 (septembre 2020).
Pour les raisons suivantes :
- Les commissions scolaires québécoises étaient une forme de gouvernement local composé de commissaires élus et disposant de pouvoirs de taxation. Leur admissibilité dans Wikipédia est bien établie.
- Par contre, les centres de service scolaires sont plutôt des centres administratifs relevant du ministère de l'Éducation. Leur mode de gestion et leurs pouvoirs sont différents de ceux des commissions scolaires. Leur admissibilité selon les critères de Wikipédia n'a pas encore été démontrée.
- Vu leur nature différente, les éventuels articles sur les centres de services scolaires devraient être distincts de ceux des commissions scolaires, et non des renommages de ceux-ci.
- Les contributeurs sont invités à discuter de ce sujet sur Discussion Projet:Québec.

Le commission scolaire des Monts-et-Marées (CSMM) est une ancienne commission scolaire québécoise. Elle a été abolie en 2020, comme la plupart des commissions scolaires québécoises, et les services scolaires sur son territoires sont désormais assurés par le Centre de services scolaire des Monts-et-Marées. Il est situé dans la région administrative du Bas-Saint-Laurent dans l'Est du Québec. Il s'étendait sur le territoire des municipalités régionales de comté (MRC) de La Matapédia et de La Matanie. 4 450 jeunes et 3 000 adultes en font partie. Avec ses 1 100 employés, le centre de services scolaire des Monts-et-Marées est le principal employeur des MRC de La Matapédia et de La Matanie. 

## Établissements
Le commission scolaire des Monts-et-Marées comprend 33 établissements d'éducation de niveau préscolaire, primaire et secondaire. En fait, 5 établissements dispensent l'éducation de niveau secondaire tandis que les autres enseignent les niveaux préscolaire et primaire. Cependant, six établissements de niveau primaire dispensent aussi le premier cycle du secondaire. Quinze de ses établissements comptent moins de 100 élèves et dix de ceux-ci en comptent moins de 50. De plus, le Centre de services scolaire des Monts-et-Marées possèdent deux centres d'éducation des adultes (CEA), à Amqui et à Matane, ainsi que trois centres d'éducation professionnelle, à Amqui, à Causapscal et à Matane. Quinze établissements offrent aussi un service de garde.
| Nom                                                                  | Municipalité         | Nombre d'élèves (pour l'année scolaire 2014-2015) | Niveau(x)                           |
| -------------------------------------------------------------------- | -------------------- | ------------------------------------------------- | ----------------------------------- |
| Assomption                                                           | Baie-des-Sables      | 61                                                | Préscolaire, primaire et secondaire |
| Bon-Pasteur                                                          | Matane               | 218                                               | Préscolaire et primaire             |
| Caron                                                                | Amqui                | 218                                               | Préscolaire et primaire             |
| Centre d'éducation des adultes de la Vallée                          | Amqui                | n. d.                                             | Adulte                              |
| Centre d'éducation des adultes de Matane                             | Matane               | n. d.                                             | Adulte                              |
| Centre de formation professionnelle d'Amqui                          | Amqui                | n. d.                                             | Professionnel                       |
| Centre de formation professionnelle de Matane                        | Matane               | n. d.                                             | Professionnel                       |
| Centre de formation professionnelle en foresterie de l'Est-du-Québec | Causapscal           | n. d.                                             | Professionnel                       |
| École secondaire Armand-Saint-Onge                                   | Amqui                | 718                                               | Secondaire                          |
| Émile-Dubé                                                           | Saint-Adelme         | 36                                                | Primaire et secondaire              |
| La Volière                                                           | Saint-Noël           | 33                                                | Primaire                            |
| Lac-au-Saumon                                                        | Lac-au-Saumon        | 111                                               | Préscolaire et primaire             |
| Le Marinier                                                          | Les Méchins          | 68                                                | Préscolaire, primaire et secondaire |
| Mgr-Belzile                                                          | Saint-Ulric          | 121                                               | Préscolaire, primaire et secondaire |
| Noël-Fortin                                                          | Matane               | 44                                                | Primaire                            |
| Polyvalente de Matane                                                | Matane               | 826                                               | Secondaire                          |
| Polyvalente de Sayabec                                               | Sayabec              | 143                                               | Secondaire                          |
| Polyvalente Forimont                                                 | Causapscal           | 101                                               | Secondaire                          |
| Saint-Damase                                                         | Saint-Damase         | 34                                                | Primaire                            |
| Saint-Léandre                                                        | Saint-Léandre        | 6                                                 | Primaire                            |
| Saint-Léon-le-Grand                                                  | Saint-Léon-le-Grand  | 69                                                | Préscolaire et primaire             |
| Saint-René-Goupil                                                    | Saint-René-de-Matane | 69                                                | Préscolaire, primaire et secondaire |
| Saint-Rosaire                                                        | Causapscal           | 186                                               | Préscolaire et primaire             |
| Saint-Tharcisius                                                     | Saint-Tharcisius     | 38                                                | Primaire                            |
| Saint-Vianney                                                        | Saint-Vianney        | 10                                                | Primaire                            |
| Saint-Victor                                                         | Matane               | 108                                               | Préscolaire et primaire             |
| Sainte-Félicité                                                      | Sainte-Félicité      | 69                                                | Préscolaire et primaire             |
| Sainte-Marie                                                         | Sayabec              | 165                                               | Préscolaire et primaire             |
| Sainte-Ursule                                                        | Amqui                | 228                                               | Préscolaire et primaire             |
| Sr-Rachel-Fournier                                                   | Saint-Moïse          | 33                                                | Primaire                            |
| Val-Brillant                                                         | Val-Brillant         | 154                                               | Préscolaire et primaire             |
| Victor-Côté                                                          | Matane               | 173                                               | Préscolaire et primaire             |
| Zénon-Soucy                                                          | Matane               | 371                                               | Préscolaire et primaire             |